# 多钩钩腕乌贼
多钩钩腕乌贼（学名：Abralia multihamata），或稱多鉤鉤腕魷，是管鱿目武装鱿科钩腕鱿属的一种。主要分布于中国大陆，常栖息在水深15－80米。